# Zona Oeste de Manaus
A Zona Oeste de Manaus é uma das seis regiões em que se divide a área urbana do município brasileiro de Manaus. Ocupa uma área de  128,29 km², sendo a segunda mais extensa entre as regiões da cidade, de acordo com o censo demográfico do Brasil de 2010, realizado pelo Instituto Brasileiro de Geografia e Estatística (IBGE).

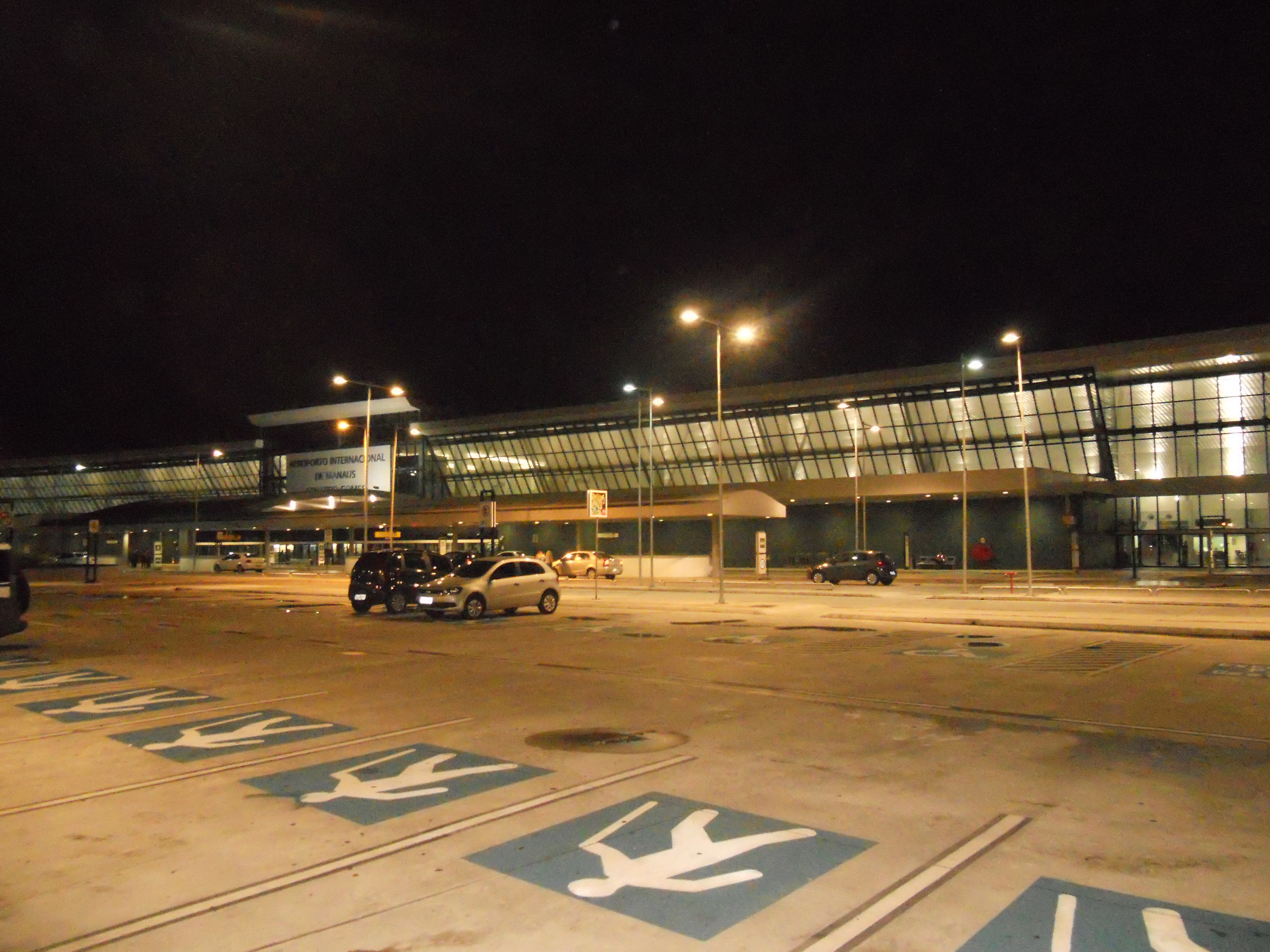
Aeroporto Internacional de Manaus

Seu bairro mais populoso é a Compensa, com seus 89 645 habitantes em 2017, sendo ainda, o quarto bairro mais populoso de Manaus. Também na região encontram-se três dos maiores bairros da cidade em área territorial: Tarumã-Açú, com 4.807,05 hectares, Tarumã, com 3.928,07 hectares e Ponta Negra, com 2.413,04 hectares.	
É nesta região que se situam o Estádio Ismael Benigno (Colina), no São Raimundo; as sedes da Prefeitura de Manaus e do Governo do Estado do Amazonas, na Compensa; a Câmara Municipal de Manaus, no Santo Antônio; o Parque Rio Negro, no São Raimundo; o Zoológico do CIGS, no São Jorge, entre outros.
A Ponta Negra é considerado um bairro turístico e de classe alta da cidade. Nele se localizam o Parque Ponta Negra (composto de uma extensa orla com vista ao rio Negro, anfiteatro, mirantes, calçadão e quadras poliesportivas), o Shopping Ponta Negra e o Tropical Hotel, além de diversos estabelecimentos militares e condomínios de alto padrão.
No Tarumã, encontramos um dos maiores cemitérios da Região Norte do Brasil, o Cemitério Parque Tarumã; o complexo do Aeroporto Internacional de Manaus, e os prédios do CINDACTA IV e SIVAM. Os bairros do Tarumã e Tarumã Açú são conhecidos também por abrigar uma das maiores áreas verdes da cidade, porém vem sofrendo constantes agressões ambientais oriundas de invasões de terra.
A Zona Oeste é a região mais próxima da Ponte Rio Negro, que liga Manaus à Iranduba, na Região Metropolitana.
Ao todo são 12 bairros:
- Compensa
- Glória
- Lírio do Vale
- Nova Esperança
- Ponta Negra
- Santo Agostinho
- Santo Antônio
- São Jorge
- São Raimundo
- Tarumã
- Tarumã-Açu
- Vila da Prata